# Campeonato Paulista de Futebol de 1999 - Série A2
O Campeonato Paulista de Futebol de 1999 - Série A2 foi a 53.ª edição da competição de futebol de São Paulo e equivaleu ao segundo nível do futebol do estado. Foi disputado por 16 agremiações divididas em dois grupos de 8 equipes, sendo os quatro primeiros de cada grupo, classificados para a segunda fase e os dois piores colocados, para a disputa contra o rebaixamento. Inicialmente este campeonato teria a participação do Novorizontino, que por razões administrativas se licenciou da Federação Paulista de Futebol.
O América conquistou o título da edição na decisão contra a Ponte Preta após dois empates, por ter feito melhor campanha na classificação geral.

## Participantes
| - América (São José do Rio Preto) - Botafogo (Ribeirão Preto) - Bragantino (Bragança Paulista) - Comercial (Ribeirão Preto) - Corinthians-PP (Presidente Prudente) - Etti Jundiaí (Jundiaí) - Francana (Franca) - Juventus (São Paulo) | - Mirassol (Mirassol) - Noroeste (Bauru) - Paraguaçuense (Paraguaçu Paulista) - Ponte Preta (Campinas) - Santo André (Santo André) - Sãocarlense (São Carlos) - São Caetano (São Caetano do Sul) - XV de Piracicaba (Piracicaba) Classificado após o licenciamento do Novorizontino |  |

## Classificação

### Primeira fase
| Grupo 1 | Grupo 1      | Grupo 1 | Grupo 1 | Grupo 1 | Grupo 1 | Grupo 1 | Grupo 1 | Grupo 1 | Grupo 1 | Grupo 1 | Grupo 1 | Grupo 1 |
| Time | Time         | Pts     | J       | V       | E       | D       | GP      | GC      | SG      |         |         |         |
| --- | ------------ | ------- | ------- | ------- | ------- | ------- | ------- | ------- | ------- | ------- | ------- | ------- |
| 1 | Ponte Preta  | 42      | 22      | 11      | 9       | 2       | 31      | 19      | 12      |         |         |         |
| 2 | São Caetano  | 41      | 22      | 10      | 11      | 1       | 36      | 23      | 13      |         |         |         |
| 3 | Santo André  | 40      | 22      | 12      | 4       | 6       | 44      | 27      | 17      |         |         |         |
| 4 | Etti Jundiaí | 35      | 22      | 9       | 8       | 5       | 37      | 26      | 11      |         |         |         |
| 5 | Bragantino   | 28      | 22      | 6       | 10      | 6       | 31      | 33      | -2      |         |         |         |
| 6 | Sãocarlense  | 25      | 22      | 6       | 7       | 9       | 41      | 46      | -5      |         |         |         |
| 7 | Juventus     | 24      | 22      | 7       | 3       | 12      | 30      | 32      | -2      |         |         |         |
| 8 | Noroeste     | 16      | 22      | 3       | 7       | 12      | 24      | 42      | -18     |         |         |         |
| Pts – Pontos ganhos; J – Jogos; V - Vitórias; E - Empates; D - Derrotas; GP – Gols pró; GC – Gols contra; SG – Saldo de gols; |              |         |         |         |         |         |         |         |         |         |         |         |

| Grupo 2 | Grupo 2          | Grupo 2 | Grupo 2 | Grupo 2 | Grupo 2 | Grupo 2 | Grupo 2 | Grupo 2 | Grupo 2 | Grupo 2 | Grupo 2 | Grupo 2 |
| Time | Time             | Pts     | J       | V       | E       | D       | GP      | GC      | SG      |         |         |         |
| --- | ---------------- | ------- | ------- | ------- | ------- | ------- | ------- | ------- | ------- | ------- | ------- | ------- |
| 1 | América          | 48      | 22      | 13      | 9       | 0       | 48      | 19      | 19      |         |         |         |
| 2 | Francana         | 33      | 22      | 10      | 3       | 9       | 26      | 22      | 4       |         |         |         |
| 3 | Mirassol         | 32      | 22      | 8       | 8       | 6       | 32      | 35      | -3      |         |         |         |
| 4 | Botafogo         | 31      | 22      | 8       | 7       | 7       | 37      | 32      | 5       |         |         |         |
| 5 | Comercial        | 24      | 22      | 6       | 6       | 10      | 31      | 44      | -13     |         |         |         |
| 6 | XV de Piracicaba | 23      | 22      | 5       | 8       | 9       | 33      | 36      | -3      |         |         |         |
| 7 | Paraguaçuense    | 19      | 22      | 4       | 7       | 11      | 30      | 43      | -13     |         |         |         |
| 8 | Corinthians-PP   | 12      | 22      | 3       | 3       | 16      | 19      | 51      | -32     |         |         |         |
| Pts – Pontos ganhos; J – Jogos; V - Vitórias; E - Empates; D - Derrotas; GP – Gols pró; GC – Gols contra; SG – Saldo de gols; |                  |         |         |         |         |         |         |         |         |         |         |         |

### Segunda fase
| Grupo 3 | Grupo 3      | Grupo 3 | Grupo 3 | Grupo 3 | Grupo 3 | Grupo 3 | Grupo 3 | Grupo 3 | Grupo 3 | Grupo 3 | Grupo 3 | Grupo 3 |
| Time | Time         | Pts     | J       | V       | E       | D       | GP      | GC      | SG      |         |         |         |
| --- | ------------ | ------- | ------- | ------- | ------- | ------- | ------- | ------- | ------- | ------- | ------- | ------- |
| 1 | Ponte Preta  | 13      | 6       | 4       | 1       | 1       | 10      | 2       | 8       |         |         |         |
| 2 | Etti Jundiaí | 13      | 6       | 4       | 1       | 1       | 7       | 3       | 4       |         |         |         |
| 3 | Mirassol     | 5       | 6       | 1       | 2       | 3       | 3       | 10      | -7      |         |         |         |
| 4 | Francana     | 2       | 6       | 0       | 2       | 4       | 3       | 8       | -5      |         |         |         |
| Pts – Pontos ganhos; J – Jogos; V - Vitórias; E - Empates; D - Derrotas; GP – Gols pró; GC – Gols contra; SG – Saldo de gols; |              |         |         |         |         |         |         |         |         |         |         |         |

| Grupo 4 | Grupo 4     | Grupo 4 | Grupo 4 | Grupo 4 | Grupo 4 | Grupo 4 | Grupo 4 | Grupo 4 | Grupo 4 | Grupo 4 | Grupo 4 | Grupo 4 |
| Time | Time        | Pts     | J       | V       | E       | D       | GP      | GC      | SG      |         |         |         |
| --- | ----------- | ------- | ------- | ------- | ------- | ------- | ------- | ------- | ------- | ------- | ------- | ------- |
| 1 | América     | 11      | 6       | 3       | 2       | 1       | 15      | 10      | 5       |         |         |         |
| 2 | Santo André | 11      | 6       | 3       | 2       | 1       | 10      | 6       | 4       |         |         |         |
| 3 | São Caetano | 10      | 6       | 3       | 1       | 2       | 8       | 9       | -1      |         |         |         |
| 4 | Botafogo    | 2       | 6       | 0       | 2       | 4       | 3       | 8       | -5      |         |         |         |
| Pts – Pontos ganhos; J – Jogos; V - Vitórias; E - Empates; D - Derrotas; GP – Gols pró; GC – Gols contra; SG – Saldo de gols; |             |         |         |         |         |         |         |         |         |         |         |         |

### Playoffs rebaixamento
| Grupo de Rebaixamento | Grupo de Rebaixamento | Grupo de Rebaixamento | Grupo de Rebaixamento | Grupo de Rebaixamento | Grupo de Rebaixamento | Grupo de Rebaixamento | Grupo de Rebaixamento | Grupo de Rebaixamento | Grupo de Rebaixamento | Grupo de Rebaixamento | Grupo de Rebaixamento | Grupo de Rebaixamento |
| Time | Time                  | Pts                   | J                     | V                     | E                     | D                     | GP                    | GC                    | SG                    |                       |                       |                       |
| --- | --------------------- | --------------------- | --------------------- | --------------------- | --------------------- | --------------------- | --------------------- | --------------------- | --------------------- | --------------------- | --------------------- | --------------------- |
| 1 | Juventus              | 11                    | 6                     | 3                     | 2                     | 1                     | 12                    | 6                     | 6                     |                       |                       |                       |
| 2 | Paraguaçuense         | 10                    | 6                     | 3                     | 1                     | 2                     | 10                    | 8                     | 2                     |                       |                       |                       |
| 3 | Noroeste              | 8                     | 6                     | 2                     | 2                     | 2                     | 9                     | 11                    | -2                    |                       |                       |                       |
| 4 | Corinthans-PP         | 4                     | 6                     | 1                     | 1                     | 4                     | 6                     | 14                    | -8                    |                       |                       |                       |
| Pts – Pontos ganhos; J – Jogos; V - Vitórias; E - Empates; D - Derrotas; GP – Gols pró; GC – Gols contra; SG – Saldo de gols; |                       |                       |                       |                       |                       |                       |                       |                       |                       |                       |                       |                       |

|  |                          |
|  | Promoção a Série A1.     |
|  | Rebaixamento a Série A3. |

## Premiação
| Campeonato Paulista de 1999 - Série A2 - 1º Turno |
| ------------------------------------------------- |
| América Campeão (3º título)                       |